# Foot-Ball Club Juventus 1930-1931
Questa voce raccoglie le informazioni riguardanti il Foot-Ball Club Juventus nelle competizioni ufficiali della stagione 1930-1931.

## Stagione
Nella stagione 1930-1931 la Juventus disputa il secondo campionato di Serie A a girone unico, vincendo lo scudetto per la terza volta nella sua storia. Raccogliendo un bottino di 55 punti, incamera il titolo con quattro lunghezze di vantaggio sulla Roma. Tra i giocatori bianconeri, in evidenza l'argentino Raimundo Orsi  con 20 reti, oltreché Giovanni Ferrari e Giovanni Vecchina autori di 16 gol a testa.

## Divise
| Casa | 1ª portiere | 2ª portiere |

## Organigramma societario
Area direttiva
- Presidente: Edoardo Agnelli

Area tecnica
- Allenatore: Carlo Carcano

## Rosa
| N. |                      | Ruolo | Calciatore          |
| -- | -------------------- | ----- | ------------------- |
|    | Italia (bandiera)    | P     | Alfredo Bodoira     |
|    | Italia (bandiera)    | P     | Gianpiero Combi     |
|    | Italia (bandiera)    | P     | Umberto Ghibaudo    |
|    | Italia (bandiera)    | D     | Umberto Caligaris   |
|    | Italia (bandiera)    | D     | Mario Ferrero       |
|    | Italia (bandiera)    | D     | Luis Monti          |
|    | Italia (bandiera)    | D     | Virginio Rosetta    |
|    | Italia (bandiera)    | D     | Varglien II         |
|    | Italia (bandiera)    | C     | Oreste Barale       |
|    | Italia (bandiera)    | C     | Luigi Bertolini     |
|    | Italia (bandiera)    | C     | Carlo Bigatto       |
|    | Argentina (bandiera) | C     | Eugenio Castellucci |
|    | Italia (bandiera)    | C     | Carlo Crotti        |

| N. |                      | Ruolo | Calciatore        |
| -- | -------------------- | ----- | ----------------- |
|    | Italia (bandiera)    | C     | Lino Mosca        |
|    | Italia (bandiera)    | C     | Francesco Rier    |
|    | Italia (bandiera)    | C     | Ezio Sclavi       |
|    | Italia (bandiera)    | C     | Varglien I        |
|    | Italia (bandiera)    | C     | Aldo Vollono      |
|    | Italia (bandiera)    | A     | Renato Cesarini   |
|    | Italia (bandiera)    | A     | Giovanni Ferrari  |
|    | Argentina (bandiera) | A     | Juan Maglio       |
|    | Italia (bandiera)    | A     | Federico Munerati |
|    | Italia (bandiera)    | A     | Raimundo Orsi     |
|    | Italia (bandiera)    | A     | Gilberto Pogliano |
|    | Italia (bandiera)    | A     | Giovanni Vecchina |
|    | Italia (bandiera)    | A     | Vojak II          |

## Risultati

### Serie A

#### Girone di andata
| Arbitro: | Sardi (Genova) |

|                                    |           |                 |
| Cesarini 1’ Vecchina 31’, 75’, 84’ | Marcatori | 77’ Gi. Colombo |

| Arbitro: | Turbiani (Ferrara) |

|  |           |                           |
|  | Marcatori | 3’, 73’ Munerati 77’ Orsi |

| Arbitro: | Bertoli (Vicenza) |

|                      |           |  |
| Orsi 60’ (rig.), 82’ | Marcatori |  |

| Arbitro: | Caironi (Milano) |

|               |           |                                   |
| Seccatore 76’ | Marcatori | 9’ Vecchina 24’ Munerati 27’ Orsi |

| Arbitro: | Rovida (Milano) |

|                                   |           |                                |
| Munerati 9’ Cesarini 18’ Orsi 61’ | Marcatori | 4’ Fasanelli 63’ Chini Ludueña |

| Arbitro: | Caironi (Milano) |

|  |           |                           |
|  | Marcatori | 41’ Orsi 86’, 89’ Ferrari |

| Arbitro: | U. Gama (Milano) |

|                          |           |                                               |
| Borelli 16’ Chierico 53’ | Marcatori | 58’ (aut.), 90’ (aut.) Bertolini 82’ Vecchina |

| Arbitro: | Barlassina (Novara) |

|          |           |  |
| Orsi 17’ | Marcatori |  |

| Arbitro: | Dani (Genova) |

|              |           |                        |
| Cesarini 76’ | Marcatori | 2’ Buscaglia 25’ Vojak |

| Trieste 30 novembre 1930, ore 14:30 CET 10ª giornata | Triestina        | 0 – 0 referto | Juventus | Stadio Montebello\| Arbitro: \| Carraro (Padova) \| |
| Arbitro:                                             | Carraro (Padova) |               |          |                                                     |

| Arbitro: | Zorzi (Venezia) |

|                             |           |  |
| Ferrari 19’ Orsi 75’ (rig.) | Marcatori |  |

| Arbitro: | Rovida (Milano) |

|                           |           |  |
| Munerati 13’ Cesarini 26’ | Marcatori |  |

| Arbitro: | Gonani (Ravenna) |

|                             |           |             |
| Pastore 19’ C. Cevenini 74’ | Marcatori | 50’ Ferrari |

| Arbitro: | Garbieri (Genova) |

|               |           |                       |
| Piccaluga 52’ | Marcatori | 31’ Munerati 58’ Orsi |

| Arbitro: | Tagliabue (Milano) |

|                               |           |  |
| Ferrari 44’, 50’ Cesarini 65’ | Marcatori |  |

| Arbitro: | Garbieri (Genova) |

|                                  |           |                                      |
| Vollono 12’ (aut.) Serantoni 83’ | Marcatori | 5’ Vecchina 51’ Cesarini 65’ Ferrari |

| Arbitro: | Dall'Era (Brescia) |

|                                               |           |                     |
| Ferrari 11’, 63’ (rig.) Vecchina 30’ Rier 89’ | Marcatori | 88’ (rig.) Corsetti |

#### Girone di ritorno
| Arbitro: | Dani (Genova) |

|          |           |                                   |
| Dusi 27’ | Marcatori | 24’ (aut.) Fizzotti 35’, 61’ Orsi |

| Arbitro: | Garbieri (Genova) |

|                                         |           |                                      |
| Ferrari 6’ Orsi 67’ (rig.) Munerati 73’ | Marcatori | 15’ Torriani 26’ Magnozzi 33’ Arcari |

| Arbitro: | Caironi (Milano) |

|  |           |              |
|  | Marcatori | 57’ Munerati |

| Arbitro: | Barlassina (Novara) |

|                                              |           |              |
| Orsi 40’ Vecchina 41’, 75’, 80’ Cesarini 55’ | Marcatori | 23’ Casalino |

| Arbitro: | Carraro (Padova) |

|                                                               |           |  |
| Lombardo 6’ Volk 50’ Bernardini 60’ (rig.), 87’ Fasanelli 78’ | Marcatori |  |

| Arbitro: | Rovida (Milano) |

|                                       |           |           |
| Vecchina 2’, 22’, 51’ Orsi 71’ (rig.) | Marcatori | 74’ Patri |

| Arbitro: | Barlassina (Novara) |

|                                 |           |                      |
| Orsi 12’, 79’ Munerati 16’, 89’ | Marcatori | 21’ (aut.) Caligaris |

| Arbitro: | Lenti (Genova) |

|           |           |                          |
| Cidri 72’ | Marcatori | 32’ Munerati 83’ Ferrari |

| Arbitro: | Rovida (Milano) |

|              |           |                          |
| A. Vojak 52’ | Marcatori | 30’ Ferrari 80’ Vecchina |

| Arbitro: | Casetta (Milano) |

|                                           |           |  |
| Munerati 8’ Vecchina 31’, 38’ Ferrari 45’ | Marcatori |  |

| Arbitro: | Guarnieri (Milano) |

|                                    |           |  |
| Reguzzoni 21’, 62’, 67’ Ottani 89’ | Marcatori |  |

| Arbitro: | Dani (Genova) |

|               |           |             |
| Libonatti 78’ | Marcatori | 27’ Ferrari |

| Arbitro: | Lenti (Genova) |

|                                    |           |                |
| Munerati 30’ Orsi 34’ Cesarini 62’ | Marcatori | 53’ J. Fantoni |

| Arbitro: | Melandri (Genova) |

|                                                          |           |                |
| Rier 16’ Guandalini 22’ (aut.) Orsi 68’ Gio. Ferrari 72’ | Marcatori | 81’ Scaramelli |

| Arbitro: | Lenti (Genova) |

|              |           |          |
| Giuliani 59’ | Marcatori | 26’ Orsi |

| Arbitro: | Gonani (Ravenna) |

|          |           |  |
| Orsi 38’ | Marcatori |  |

| Arbitro: | Dani (Genova) |

|                |           |            |
| Castellani 31’ | Marcatori | 8’ Ferrari |

### Coppa dell'Europa Centrale
| Arbitro: | Miesz |

|                           |           |            |
| Cesarini 39’ Munerati 88’ | Marcatori | 60’ Braine |

| Arbitro: | Miesz |

|           |           |  |
| Haftl 61’ | Marcatori |  |

| Arbitro: | Ruoff |

|                                    |           |                      |
| Podrazil 25’ Nejedlý 58’ Silný 70’ | Marcatori | 20’ Orsi 89’ Ferrari |

## Statistiche

### Statistiche di squadra
| Competizione  | Punti | In casa | In casa | In casa | In casa | In casa | In casa | In trasferta | In trasferta | In trasferta | In trasferta | In trasferta | In trasferta | Totale | Totale | Totale | Totale | Totale | Totale | DR  |
| Competizione  | Punti | G       | V       | N       | P       | Gf      | Gs      | G            | V            | N            | P            | Gf           | Gs           | G      | V      | N      | P      | Gf     | Gs     | DR  |
| ------------- | ----- | ------- | ------- | ------- | ------- | ------- | ------- | ------------ | ------------ | ------------ | ------------ | ------------ | ------------ | ------ | ------ | ------ | ------ | ------ | ------ | --- |
| Serie A       | 55    | 17      | 15      | 1       | 1       | 50      | 14      | 17           | 10           | 4            | 3            | 29           | 23           | 34     | 25     | 5      | 4      | 79     | 37     | +42 |
| Coppa Mitropa | -     | 1       | 1       | 0       | 0       | 2       | 1       | 2            | 0            | 0            | 2            | 2            | 4            | 3      | 1      | 0      | 2      | 4      | 5      | -1  |
| Totale        | -     | 18      | 16      | 1       | 1       | 52      | 15      | 19           | 10           | 4            | 5            | 31           | 27           | 37     | 26     | 5      | 6      | 83     | 42     | +41 |

### Statistiche dei giocatori
| Giocatore        | Serie A  | Serie A | Coppa Mitropa | Coppa Mitropa | Totale   | Totale |
| Giocatore        | Presenze | Reti    | Presenze      | Reti          | Presenze | Reti   |
| ---------------- | -------- | ------- | ------------- | ------------- | -------- | ------ |
| O. Barale        | 22       | 0       | -             | -             | 22       | 0      |
| L. Bertolini     | -        | -       | 3             | 0             | 3        | 0      |
| C. Bigatto       | 1        | 0       | -             | -             | 1        | 0      |
| A. Bodoira       | 1        | -1      | -             | -             | 1        | -1     |
| U. Caligaris     | 34       | 0       | 3             | 0             | 37       | 0      |
| E. Castellucci   | 1        | 0       | -             | -             | 1        | 0      |
| R. Cesarini      | 29       | 8       | 3             | 1             | 32       | 9      |
| G. Combi         | 29       | -33     | -             | -             | 29       | -33    |
| C. Crotti        | 1        | 0       | -             | -             | 1        | 0      |
| G. Ferrari       | 34       | 16      | 3             | 1             | 37       | 17     |
| M. Ferrero       | 6        | 0       | -             | -             | 6        | 0      |
| U. Ghibaudo      | 4        | -3      | -             | -             | 4        | -3     |
| J. Maglio        | -        | -       | 1             | 0             | 1        | 0      |
| L. Monti         | -        | -       | 1             | 0             | 1        | 0      |
| L. Mosca         | 7        | 0       | -             | -             | 7        | 0      |
| F. Munerati      | 33       | 13      | 2             | 1             | 35       | 14     |
| R. Orsi          | 33       | 20      | 3             | 1             | 36       | 21     |
| G. Pogliano      | 1        | 0       | -             | -             | 1        | 0      |
| F. Rier          | 28       | 2       | -             | -             | 28       | 2      |
| V. Rosetta       | 28       | 0       | 3             | 0             | 31       | 0      |
| E. Sclavi        | -        | -       | 3             | -5            | 3        | -5     |
| G. Varglien (II) | 6        | 0       | 2             | 0             | 8        | 0      |
| M. Varglien (I)  | 33       | 1       | 3             | 0             | 36       | 1      |
| G. Vecchina      | 31       | 16      | 3             | 0             | 34       | 16     |
| O. Vojak (II)    | 1        | 0       | -             | -             | 1        | 0      |
| A. Vollono       | 10       | 0       | -             | -             | 10       | 0      |